# Оарца де Сус (Марамуреш)
Оарца де Сус (рум. Oarța de Sus) насеље је у Румунији у округу Марамуреш у општини Оарца Де Жос. Oпштина се налази на надморској висини од 218 m.

## Становништво
Према подацима из 2002. године у насељу је живело 661 становника, од којих су сви румунске националности.